# Premio Nacional de Teatro Antero Guardia
El Premio Nacional de Teatro Antero Guardia es un galardón concedido en España en el ámbito de las artes escénicas.

## Historia
El premio es concedido desde 2008 en el ámbito de las Artes Escénicas por el Ayuntamiento de Úbeda. Se instauró como homenaje a Antero Guardia Martínez, empresario fundamental en la cultura ubetense y en el teatro español de la segunda mitad del siglo XX.
El Premio Antero Guardia tiene como objetivo reconocer la trayectoria y méritos acumulados por una persona o colectivo de cualquier tipo en el ámbito de la creación, representación, producción y difusión del teatro.
Se entrega anualmente en una ceremonia en el histórico Teatro Ideal Cinema de la localidad jiennense, durante la Muestra de Teatro de otoño de Úbeda, creada por el empresario ubetense. El ganador recibe un trofeo con la efigie de Antero Guardia realizada por los alfareros y escultores Pablo y Paco Tito.

## Palmarés del Premio Nacional de Teatro Antero Guardia
| Año  | Ganador                              |
| ---- | ------------------------------------ |
| 2008 | Yllana (compañía de teatro)          |
| 2009 | Ricardo Iniesta                      |
| 2010 | Tirsos y Caretas, compañía de teatro |
| 2011 | Luis Merlo                           |
| 2012 | Pedro Miguel Martínez                |
| 2013 | Rafael Álvarez "El Brujo"            |
| 2014 | Concha Velasco                       |
| 2015 | Juan Carlos Rubio                    |
| 2016 | María Luisa Merlo                    |
| 2017 | La Zaranda                           |
| 2018 | José Sacristán                       |
| 2019 | Imanol Arias                         |
| 2020 | Lluís Homar                          |
| 2021 | María José Goyanes                   |
| 2022 | Loles León                           |